# 箴津里駅
箴津里駅（チャムジンニえき）とは、朝鮮民主主義人民共和国南浦特別市江西区域にある平南線箴津里支線の駅。

## 隣の駅
朝鮮民主主義人民共和国鉄道省
平南線箴津里支線（貨物線）
降仙駅 - 箴津里駅